# Honkaluoto (ö i Södra Savolax, Nyslott, lat 61,70, long 29,16)
Honkaluoto är en ö i Finland. Den ligger i sjön Pihlajavesi och i kommunen Nyslott i  landskapet Södra Savolax, i den sydöstra delen av landet, 280 km nordost om huvudstaden Helsingfors. Öns area är 0,2 hektar och dess största längd är 120 meter i öst-västlig riktning.